# Кордилера Негра
Кордилера Негра (на испански: Cordillera Negra, буквално – черна планинска верига) е планина в Перу, съставна част на Перуанските Западни Кордилери, разположена на запад от долината на река Санта. Простира се на 180 km от долното течение на река Санта на северозапад до района на град Чикян, в департамента Анкаш. На югоизток се свързва с планината Кордилера Уайуаш. Максимална височина – 5181 m. Изградена е от мезокайнозойски интрузивни (на северозапад) и неогенови ефузивни (на югоизток) скали. Районът на Кордилера Негра е изключително сеизмичен. Названието си е получила от тъмните вулканични скали и оголените склонове, лишени от растителност в условията на пустинен климат.